# Remacle Le Loup
Pour les articles homonymes, voir Leloup.
Remacle Le Loup est un dessinateur né en 1694 à Spa (Belgique), alors en Principauté de Liège, et décédé le 12 mai 1746. Il est l'auteur de la plupart des gravures d'un des plus beaux ouvrages imprimés du XVIIIe siècle : Les Délices du Pays de Liège.

## Biographie
La filiation de l'artiste n'est pas clairement établie, malgré ces manquements, on a désigné arbitrairement Remacle Mathias, né en 1708, fils d'Hubert Leloup et de Jenne Leloup, comme le dessinateur spadois.
Cependant, les archives de Spa, expliquent clairement les faits :
Le 25 octobre 1730, Anthoine Leloup, échevin de Spa et Gille Wilkin, mayeur, lesquels en faveur de justice et de vérité ont déclaré et affirmé comme par cette ils déclarent et affirment par serment lamesme presté, d'avoir le 7 juin 1729 vers les cinque heures du matin estez présents et témoins aux épousailles que fit feu le Révérend P. J. Cocquelet vivant curé dudit Spa, de Remacle Le Loup, fils de feus Anthoine et de Catherine Le Loup, avec Marie Thérèse, fille de feu le sieur Henry Du Loup, vivant nostre confrère (échevin de Spa), et d'Elisabeth Dagly.
On peut en conclure que Remacle, l'illustre dessinateur, est le fils d'Antoine Le Loup dit le Cache et de Catherine Remacle Le Loup. Il est né le jeudi 8 avril 1694.
Voir aussi l'extrait du tableau généalogique, Famille Bredar-Leloup-Lezaack
Remacle s'est marié le mardi 7 juin 1729 à Spa avec Marie Thérèse, fille d'Henry Duloup, échevin de Spa, et d'Élisabeth Dagly. Cette union, non inscrite dans les registres paroissiaux, était l'unique certitude que nous avions de l'état civil de l'artiste. Les noms de ses père et mère ainsi que la date de sa naissance étaient inconnus à ce jour. Ils eurent à Spa six enfants qui suivent :
- Anthoine, né le 29 avril 1730. P&M : Gille Wilkin, mayeur de Spa, et Élisabeth Dagly, grande dame. Il devint, comme son père, l'un des plus grands dessinateurs spadois.
- Elisabeth, née le 2 mai 1732. P&M : Jacques Du Loup et Anne Le Loup.
- Henry Remacle, né le 10 février 1734. Père : Joseph Xhrouet.
- Catherine, née le 2 novembre 1736. P&M : Henry Du Loup, échevin, et Jeanne Le Loup.
- Remacle Alexis, né le 17 juillet 1740.
- Marie Thérèse, née le 9 juin 1743.

Le 25 octobre 1730, Remacle Le Loup achète la maison à l'enseigne de la « Corne du Cerf » située sur le Marché pour 1245 florins brabant (33, 370v).
Remacle Le Loup est probablement décédé le 12 mai 1746.

## Œuvres
« Un recueil de cent vues à l’encre de Chine dessinées par lui fit partie de la bibliothèque du Liégeois Henri Hamal; le musée de Spa possède celles de ces vues représentant des sites spadois.
- Deux albums de vues de la Haute et Basse Allemagne sont signalés.
- Remacle le Loup est l’auteur de la composition qui figure au haut de la carte de la principauté de Liège éditée de 1738 à 1744: parution à Liège par Christophe Maire. L’artiste y a représenté les principaux métiers du pays. […] Le facteur essentiel de notoriété dont jouit cet artiste réside dans la part prépondérante qu’il prit dans l’illustration des Délices du Pays de Liège […].
- La Bibliothèque Ulysse Capitaine, à Liège, possède 66 dessins de Remacle le Loup réalisés pour les Délices et qui pour des raisons inconnues, ne furent jamais gravés[2].
- Le Musée Wittert, à Liège, conserve de nombreuses estampes issues de l'ouvrage Les Délices du Pays de Liège.

### Œuvre gravé et dessiné

#### Les Délices du Païs de Liège
Province de Liège (1738-1744)
Amay
- Abbaye de Flône
- Collégiale d'Amay
- Château de Neuville

Flémalle
- Château d'Aigremont

Hermalle-sous-Huy

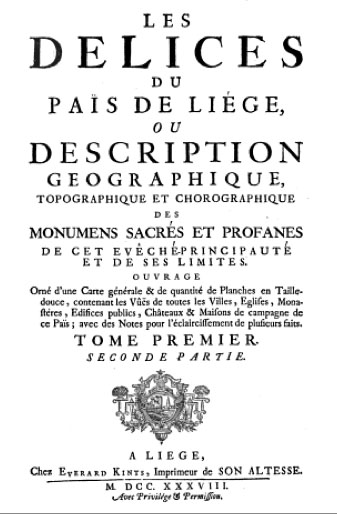
Les délices du Païs de Liège, 1738

- Château de Hermal et de ses environs

Huy
- Château de Bas-Oha

Liège
- Église Saint-Gilles de Liège
- Abbaye de Saint-Jacques
  - Abbaye de Saint-Jacques du côté de la Meuse
- Abbaye du Val-Benoît
- Cathédrale Saint-Lambert
- Collégiale Saint-Barthélemy à Liège
- Collégiale Saint-Pierre
- Collégiale Saint-Jean
- Collégiale Saint-Denis
- Collégiale Saint-Martin
- Collégiale Saint-Pierre
- Couvent des Croisiers
- Couvent des Chartreux (la Chartreuse)

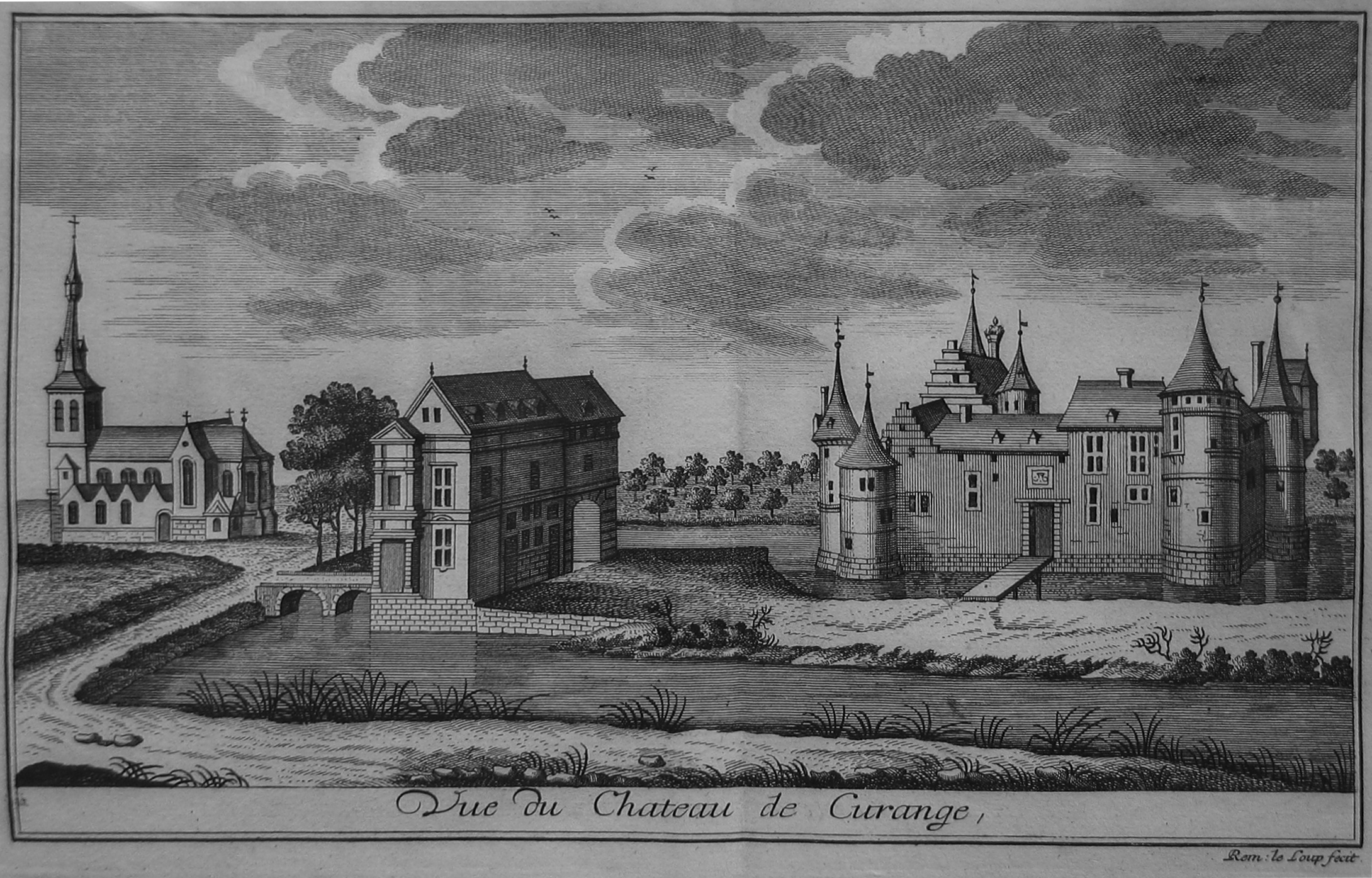
Vue du château de Curange au XVIIIe siècle.

- Couvent des Jésuites anglais
- Collège en Isle de Liège
- Château de Kinkempois
- Château d'Ougrée
- Château de Sclessin

Oupeye
- Château d'Argenteau

Stavelot
- Vue de la ville et de l'abbaye de Stavelot

Province de Limbourg
Bree
- Vue de la ville de Brée

Hasselt
- Vue de la ville de Hasselt
- Vue du château de Curange

Province de Namur
Dave
- Château de Dave_(Belgique)

Doische
- Château de Hierges

Gesves
- Château de Haltinne

Hastière
- Prieuré de Hastière
- Château de Freÿr

Havelange
- Château d'Emeville (Flostoy)

Wépion
- Chateau de Fooz-Wépion